# Sevilla la Nueva
Sevilla la Nueva és un municipi de la Comunitat Autònoma de Madrid. Limita amb Villanueva de Perales, Brunete, Villaviciosa de Odón, Navalcarnero i Villamanta.

## Demografia
| 1900 | 1920 | 1940 | 1960 | 1981 | 1987 | 1990 | 1992 | 1996 | 1999 | 2000 | 2001 | 2002 | 2003 | 2004 | 2005 | 2006 | 2007 |
| ---- | ---- | ---- | ---- | ---- | ---- | ---- | ---- | ---- | ---- | ---- | ---- | ---- | ---- | ---- | ---- | ---- | ---- |
| 356  | 483  | 463  | 384  | 800  | 686  | 975  | 1433 | 2650 | 3243 | 3632 | 4054 | 4495 | 5197 | 5832 | 6357 | 6731 | 7387 |

## Història
La primera fundació del municipi es produeix amb a l'elecció del primer Concejo el 23 de desembre de l'any 1544 en la casa d'Antón Sevillà i dels seus primers alcaldes, el mateix Antón Sevillà i Pedro Serrano. El nom que es posa al lloc de la nova pobla és en honor del promotor de la idea; Antón Sevillà. Tot just nascuda la nova població es va iniciar una feroç oposició contra l'incipient nucli veïnal per part del Comte de Chinchón i de la seva vila de Brunete. Els plets i sentències que es van succeir, destacant especialment una Executòria de l'Audiència Real, que empara a Segòvia i Sevilla la Nova en les seves pretensions fundacionals, es van substanciar deu anys més tard en la segona fundació (refundació) del municipi el 14 d'abril de 1554 amb assenyalament de solar per a església, elecció de Concejo, lliurament de solars per a cases i donació de terres laborables als pobladors. ("Origen i fundació de Sevilla la Nova", Autor: Teo Rojo. Edita: Ajuntament de Sevilla la Nova, ISBN 84-606-3121-4) 